# Boyapeti Choudary
Boyapeti Manoranjan Choudary (Andra Pradexe, 10 de junho de 1946) é um químico inorgânico indiano e ex-cientista sênior do Instituto Indiano de Química Tecnológica. É conhecido por seus estudos sobre nanomateriais para a nanomedicina, além de ser membro da Academia Nacional de Ciência Indiana e da Academia de Ciências Indiana. O Conselho de Pesquisa Científica e Industrial (CSIR), agência governamental da Índia dedicada à investigação científica, concedeu-lhe o Prêmio Bhatnagar Shanti Swarup para a Ciência e Tecnologia, uma das condecorações mais importantes da ciência do país asiático, em 1990, por suas contribuições no campo da química.

## Biografia
Choudary nasceu no estado indiano de Andra Pradexe em 10 de junho de 1946. Formou-se em Química pela Universidade de Andhra e completou seu Mestrado na Universidade de Vikram. Sua carreira começou como um professor iniciante de química no Colégio Medicinal Kakatiya em 1970 e, três anos depois, se juntou ao Instituto Indiano de Química Tecnológica como pesquisador júnior, onde passou o resto de sua carreira acadêmica para se aposentar como cientista sênior. Nesse período, recebeu PhD pela Universidade de Gujarat em 1980 por sua tese intitulada Catálise em Química Orgânica. Após a aposentadoria, fundou o Sistema Ogene em 2005, onde está atualmente como diretor-gerente.
As pesquisas de Choudary sobre catalisadores intercalados ancorados deu destaque e relevância à sua atividade e a seu trabalho acerca da catálise homogênea usando complexos de metais de transição, ampliando o conhecimento sobre o assunto. Ele estabeleceu um laboratório para pesquisas sobre catálise e ciência de superfície no Instituto Indiano de Química Tecnológica. Choudary também foi mentor e orientador de cinquenta estudantes de doutorado enquanto lecionava e mantém várias patentes nacionais e estadunidenses. Ele é ex-membro do conselho editorial do Journal of Molecular Catalysis A: Chemical e serve atualmente como editor convidado da revista Topics in Catalysis, na qual discute assuntos relevantes de sua área de estudo.
O Conselho de Pesquisa Científica e Industrial concedeu-lhe, em 1990, o Prêmio Bhatnagar Shanti Swarup para a Ciência e Tecnologia, um os mais relevantes prêmios de ciência indiana. O governo de seu estado também lhe homenageou com o Prêmio de Andhra Pradesh em 2004.